# Thanatus schubotzi
Thanatus schubotzi là một loài nhện trong họ Philodromidae.
Loài này thuộc chi Thanatus. Thanatus schubotzi được Embrik Strand miêu tả năm 1913.